# Список умерших в 1289 году
В этой статье представлен список известных людей, умерших в 1289 году.
См. также: Категория:Умершие в 1289 году

## Январь
- 16 января — Буга[англ.] — визирь государства Хулагуидов (1284—1289), казнён

## Февраль
- 3 февраля — Симеон — епископ полоцкий (? — 1271), первый епископ Тверской (1271—1289).
- 10 февраля — Джон де Вески (44), английский аристократ, феодальный барон Алника.
- 12 февраля — Ги II де Шатильон-Сен-Поль — граф де Сен-Поль (1248—1289)
- 26 февраля — Пшемысл Сцинавский — первый князь Жаганьский (1278—1284), князь Сцинавы (1284—1289), погиб в битве под Севежем[пол.]

## Март
- 10 марта — Мод де Ласи[англ.] — графиня-консорт Хартфорд и графиня-консорт Глостер (1238—1262), жена Ричарда де Клер, 6-го графа Глостер
- 12 марта — Деметре II Самопожертвователь — царь Восточной Грузии (1270—1289), святой грузинской православной церкви, казнён монголами
- 19 марта — Иоанн Пармский[англ.] — генеральный министр ордена францисканцев (1247—1257), святой римско-католической церкви[1].
- 25 марта — Бентивенья де Бентивеньи — Кардинал-епископ Альбано (1278—1289), декан Коллегии кардиналов (1285—1289).

## Апрель
- 7 апреля — Людольф фон Шладен[нем.] — епископ Хальберштадта (1253—1255)
- 19 апреля — Конрад Асколийский[пол.] — святой римско-католической церкви[2].

## Май
- 22 мая — Пьер Россиньон[фр.] — французский писатель, поэт и скульптор
- 24 мая — Фридрих V фон Цоллерн — граф фон Цоллерн (1255—1289).
- 27 мая — Джин III Мекленбургский[фр.] — соправитель Мекленбурга (1287—1289)

## Июнь
- 11 июня
  - Бонконте да Монтефельтро — один из вождей гибеллинов в битве при Кампалдино, погиб в битве
  - Вильгельм деи Пацци ди Валдарно[итал.] — один из вождей гвельфов в битве при Кампалдино, погиб в битве
  - Вильгельм Дурфорт[итал.] — один из командующих гвельфской армией в битве при Кампалдино, погиб в битве
  - Вильгельм Убертини[итал.] — епископ Ареццо (1248—1279), погиб в битве при Кампалдино.

## Август
- 1 августа — Генрих I[нем.] — граф Спонхейма (1266—1289)
- 24 августа — Патрик III — граф Данбар (1248—1289)

## Сентябрь
- 4 сентября — Пьер Петтинайо[итал.] — итальянский святой римско-католической церкви.

## Ноябрь
- 2 ноября — Джованни Дандоло — венецианский дож (1280—1289).
- 3 ноября — Иоанн I Дука — правитель Фессалии (1268—1289)

## Декабрь
- 4 декабря — Петр (Пьетро) Сиенский — святой римско-католической церкви[3].
- 11 декабря — Вилбурга[нем.] — святая римско-католической церкви.
- 28 декабря — Джакомо Папоччи[итал.] — святой римско-католической церкви.
- 31 декабря — Фолько Портинари[англ.] — итальянский банкир из рода Портинари, отец Беатриче Портинари

## Дата неизвестна или требует уточнения
- Айрас Нунес — испанский трубадур
- Александр Комин — граф Бьюкен (1244—1289), Юстициарий Шотландии (1258—1289), констебль Шотландии (1275—1289), Хранитель Шотландии (1286—1289).
- Герлах IV[англ.] — первый граф Исенбург-Лимбург (1220—1289), основатель дома Лимбург
- Герман III — Константинопольский патриарх (1265—1266)
- Герман фон Глейхен[нем.] — епископ Каммина (1252—1288)
- Григо́рий II Ки́прский — Константинопольский патриарх (1283—1289)
- Грифид Младший I — князь Поуис Вадога (1277—1284), последний самостоятельный правитель государства.
- Джованни Грасси[итал.] — итальянский писатель
- Иппен[англ.] — японский буддистский монах и наставник, основатель школы Ji-shū как ответвления Буддизма Чистой Земли
- Ирён — корейский буддистский монах, национальный наставник, автор Самгук юса
- Йехиэль бен Йекутшель Анав[нем.] — еврейский писатель из Рима, возможный автор Tanya Rabbati
- Катарина[англ.] — дочь Биргера, первая княжна-консорт Ангальт-Цербста (1259—1289), жена Зигфрида I
- Левон III — король Киликийской Армении (1269—1289)
- Масуд-бек — правитель (эмир) Чагатайского улуса в Мавераннахре (1238—1289).
- Николай III Мекленбургский, князь Мекленбурга (с 1274).
- Ованес Аркаехбайр — армянский учёный, поэт и миниатюрист.
- Оттон I, граф Нассау (1247—1255), граф Нассау, Зигена, Дилленбурга, Хадамара, Херборна и Хайгера (1255—1289).
- Пётр из Дании — шведский монах доминиканского ордена, считающийся первым писателем Швеции.
- Рудрама Деви[англ.] — королева Какатия (1262—1289)
- Уголино делла Герардеска — подеста, народный капитан Пизанской республики (1284—1288), умер от голода в заточении
- Фахр-ал-Дин Ираки — персидский суфийский поэт и писатель
- Фернандо Перес[исп.] — архиепископ Севильи (1286—1289)
- Фредол де Сант-Бонне[фр.] — епископ Овьедо (1275—1284), епископ Ле-Пюи (1284—1289)
- Хуан III[исп.] — епископ Хаена
- Энрико II[нем.] — епископ Тренто (1273—1289)